# Tantilla tecta
Tantilla tecta (білосмуга багатоніжкова змія) — вид змій родини полозових (Colubridae). Ендемік Гватемали.

## Поширення і екологія
Білосмугі багатоніжкові змії відомі з типової місцевості, розташованої на сході департаменту Петен, на висоті 220 м над рівнем моря. Вони живуть в сухих тропічних лісах.